# Rietveld (polder Rijnwoude)
Polder Rietveld is een poldergebied en een voormalig waterschap in de Nederlandse provincie Zuid-Holland, in de voormalige gemeente Hazerswoude. Thans is dat de gemeente Alphen aan den Rijn. De polder werd in 1648 gevormd uit:
- De Rietveldse Polder (niet te verwarren met de direct ten oosten gelegen polder Rietveld)
- De Opdamspolder
- De Kijfpolder
- De Claes Arentzpolder
- De Hoorenpolder
- De Behoudenkostpolder

Het waterschap was verantwoordelijk voor de vervening, drooglegging en de waterhuishouding in het gebied.

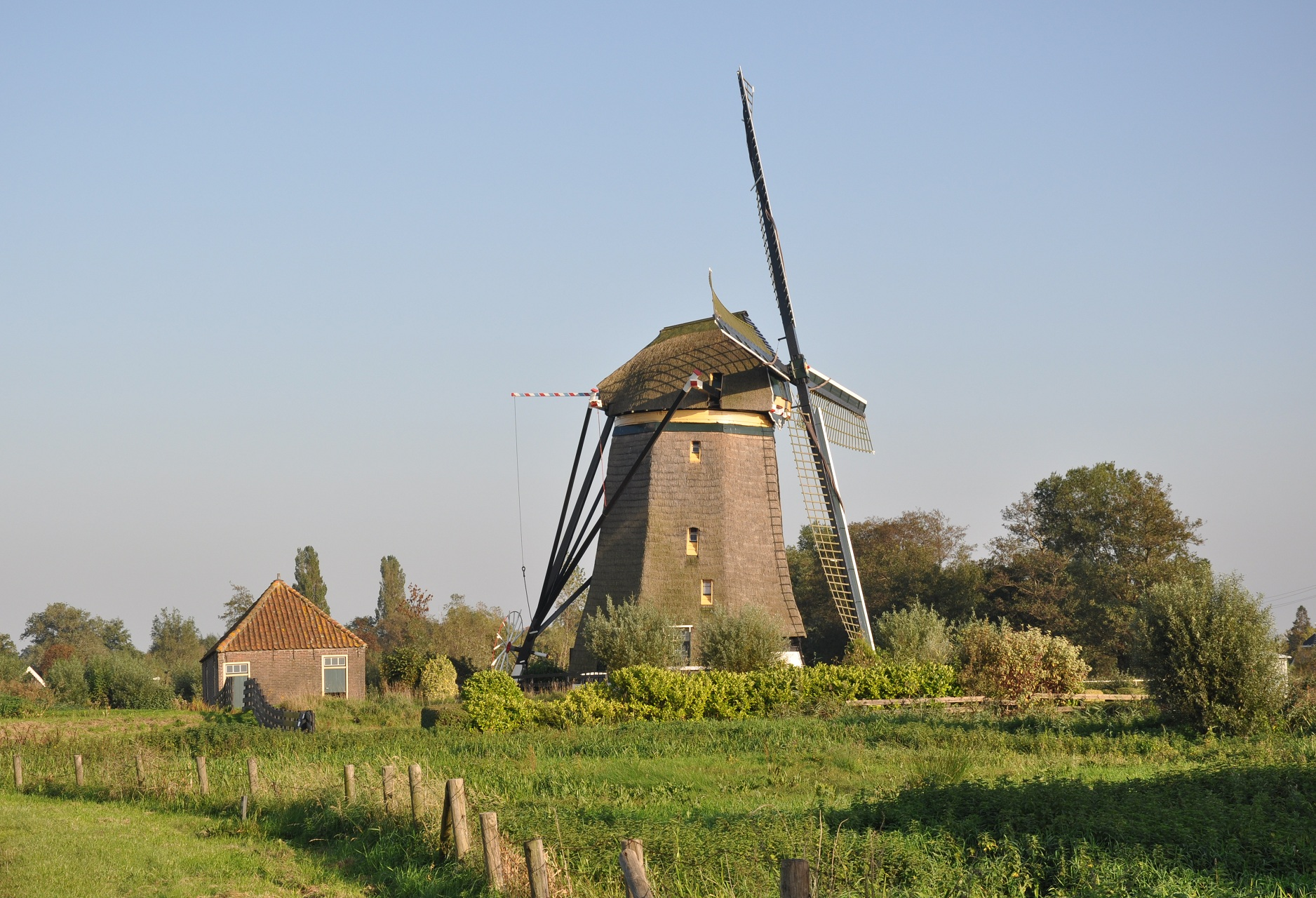
Rietveldse Molen